# Lepton nitidum
Lepton nitidum är en musselart. Lepton nitidum ingår i släktet Lepton och familjen Lasaeidae. Inga underarter finns listade i Catalogue of Life.